# Mirta González Suárez
Mirta González Suárez (San José, 29 de septiembre de 1948) es una catedrática y escritora costarricense de novela, ganadora en 1992 del Premio de ensayo UNAM y el Editorial Plaza y Valdés, y en 2014 el Premio Nacional Aquileo J. Echeverría en novela por su obra "Crimen con sonrisa". En 2016 le fue otorgado el premio "UNA palabra" por la Universidad Nacional de Costa Rica por su novela "La gobernadora" y en 2021 los Juegos Florales Hispanoamericanos de Quetzaltenango 2021 por la novela "La Independencia". En 2023, volvió a ganar el premio "UNA Palabra" por su novela "El auxilio de las musas".
Se licenció en psicología en 1977 en la Universidad de Costa Rica. En 1987 obtuvo el doctorado, también en psicología, en la Universidad Autónoma de Madrid. Fue así mismo la primera directora de la Maestría en Estudios de la Mujer y también subdirectora del Centro de Investigación en Estudios de la Mujer (CIEM-UCR).
Forma parte del Alto Consejo Internacional de la Coordinadora de Profesionales por la Prevención de Abusos, desde donde ha realizado charlas y asesoramientos acerca de la educación como vía para erradicar la violencia.
Ha sido también numerosas veces directora de proyectos de investigación.

## Obra
- Estudios Mujer: Conocimiento y Cambio (1988), EDUCA[13]
- Identidad y Conciencia Iberoamericana: la Supervivencia Futura (1990), Plaza y Valdés[14]
- Obstacles and Hopes. Perspectives for Democratic Development in El Salvador (1994), International Centre for Human Rights and Democratic Development[15]
- Sexismo en la Educación: la Discriminación Cotidiana (2000), Editorial Universidad de Costa Rica[16][7]
- Psicología Política (2008), Editorial de la Universidad de Costa Rica[17][14][7]
- Teorías psicosociales (2010), Editorial de la Universidad de Costa Rica[7]
- Política, crimen ¿y castigo? (2012), Saarbrücken: EAE
- Crimen con sonrisa (2013), Editorial de la Universidad de Costa Rica[3][4]
- Violencia social en los albores del Siglo XXI (2014), Editorial Guayacán
- La Gobernadora (2017), Editorial de la Universidad Nacional de Costa Rica[5][6]
- La magia del Libro Viejo (2018), Editorial de la Universidad de Costa Rica[18][7]
- La independencia (2021), Juegos Florales Hispanoamericanos de Quetzaltenango[19]
- El auxilio de las musas (2024), Editorial Universidad Nacional[20]

### Artículos académicos
- La mujer en Costa Rica, división del trabajo, salarios y distribución de puestos directivos (1977)[21]
- Aproximaciones al estudio de la diferenciación conductual entre hombres y mujeres (1983)[22]
- Sexismo y educación escolar en Costa Rica (1987)[23]
- Barriers to female achievement: Gender stereotypes in Costa Rican Textbooks (1988)[24]
- Modelos femeninos y masculinos en textos escolares (1988)[25]
- Are U.S. Elementary School Reading Textbooks Sex Stereotyped? (1989)[26]
- Asignación de notas en la educación superior (1993)[27]
- Los estudios de la mujer en Costa Rica: desafiando el pasado, construyendo el futuro (1994)[28]
- Women's Studies in Costa Rica: Challenging the Past, Building the Future (1994)[29]
- Feminismo, academia y cambio social (2002)[30]
- Desarrollo académico y derechos humanos Desenvolvimento acadêmico e direitos Humanos (2004)[31]
- Agenda política del movimiento de mujeres: demandas de fin de siglo (2006)[32]
- Producción académica en estudios de la mujer (1996-2000) (2007)[33]
- Proyecto de Ley de Unión Civil entre personas del mismo sexo. Posiciones a favor y en contra (2009)[34]
- Psicologia politica para a democracia, os direitos humanos e desenvolvimento acadêmico: partilhando as experiências de Costa Rica: (2009)[35]
- Agenda Política del Movimiento de Mujeres. Demandas de Inicios del Siglo XXI (2011)[36]
- Producción académica en estudios de la mujer (2001-2005). (2011)[37]
- Psicología política: aportes a los derechos humanos de Costa Rica (2012)[38]
- Valoración de la Producción Académica: Seguimiento en Estudios de la Mujer (1996-2005) (2012)[39]
- Psicologia Política e Feminismo (2013)[40]

## Premios y reconocimientos
- 1992: Premio de ensayo UNAM
- 1993: Premio Editorial Plaza y Valdés (con Daniel Flores Mora)
- 2013: Premio Nacional de Novela Aquileo J. Echeverría[7]
- 2016: Premio UNA palabra[6][7]
- 2021: Ganadora Juegos Florales Hispanoamericanos (novela) por “La independencia”[41]
- 2023: Premio UNA palabra[9]

## Distinciones
- 2023: Miembro honoraria del Foro de Mujeres del INAMU (Instituto Nacional de las Mujeres)
- 2013: Dedicatoria del II Encuentro Nacional de Psicología Comunitaria, Universidad de Costa Rica, Universidad Nacional[7]
- 2013: Reconocimiento: Constructora de Paz, otorgado por el Ministerio de Justicia y Paz. 18 de abril de 2013[7]
- 2012: Miembro de la Comisión para la escogencia del Premio a la Calidad de Vida, Defensoría de los Habitantes
- 2011: Miembro de la Comisión para la escogencia del Premio a la Calidad de Vida, Defensoría de los Habitantes
- 2010: Colegio Profesional de Psicólogos. Profesional Distinguida
- 2008: Colegio Profesional de Psicólogos. Premio Mirta González Suárez al mayor número de publicaciones
- 2008: Premio Lámpara Dorada por los derechos de las mujeres. Colegio Internacional Canadiense[7]
- 2006: Miembro del jurado designado para el Premio Nacional al Mérito Civil “Antonio Obando Chan” 2005-2006
- 1999-2002: Representante de las organizaciones sociales ante la Junta Directiva del Instituto Nacional de las Mujeres, Costa Rica
- 1992: Coordinadora del V Congreso Internacional e Interdisciplinario de la Mujer
- Miembro de la Primera Junta Directiva del Colegio Profesional de Psicólogos (tesorera)